# Коммевейне (річка)
Коммевейне (нід. Commewijne; сранан-тонго Kawina-liba) — річка в північній частині Суринаму. Її витік знаходиться в однойменному окрузі держави, з території якого тече на північ, де справа в неї впадає звивиста  Коттіка , потім, повертаючи на захід, в районі Ньїв-Амстердаму приймає річку Суринам і, пройшовши 30 км, впадає в Атлантичний океан. Площа водозбору річки становить 6600 км.
Історично Коммевейне мала важливе значення для судноплавства: океанські судна проводили великі баржі з бокситами, який перевозив з Мунго на схід, до злиття з Суринамом і звідти вже прямували на південь, через Парамарибо, на Паранамський нафтопереробний завод, острів Тринідад і в США. Раніше тверда тропічна деревина сплавляли по річці до столиці Суринаму. В наш час запаси бокситів в районі Мунго значно виснажилися і транспортуванням твердої деревини займаються вантажівки. Океанські судна вели торгівлю на річці вже в 1986 році. Також незаконну торгівлю здійснюють місцеві жителі і туристи, що припливають на човнах.
У XVI—XVII століттях називалася «Камайвіні» і «Каммавіні». Нинішнє найменування — «Коммевейне», імовірно, походить від аравакських слів «кама» («тапір») і «віні» («вода»/«річка»).